# Dogs/Call Me Lightning
Dogs/Call Me Lightning è il 13° singolo del gruppo rock britannico The Who, pubblicato nel Regno Unito nel 1968.

## Tracce
Lato A
1. Dogs (Pete Townshend)

Lato B
1. Call Me Lightning (Pete Townshend)